# 10cc

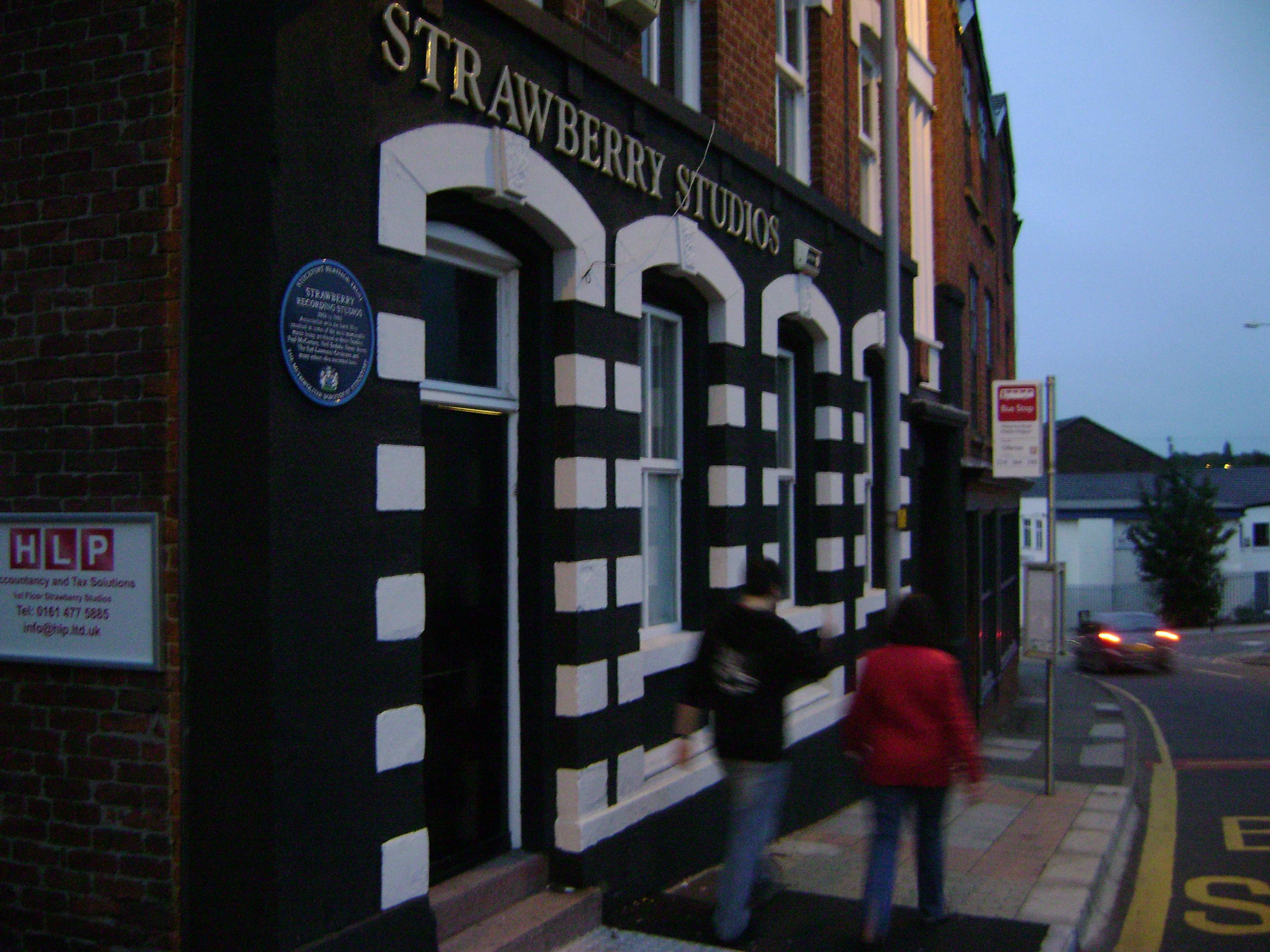
Förutvarande Strawberry Studios i Manchester, en samlingspunkt och produktionsanläggning för 10cc och andra Manchester-musiker.

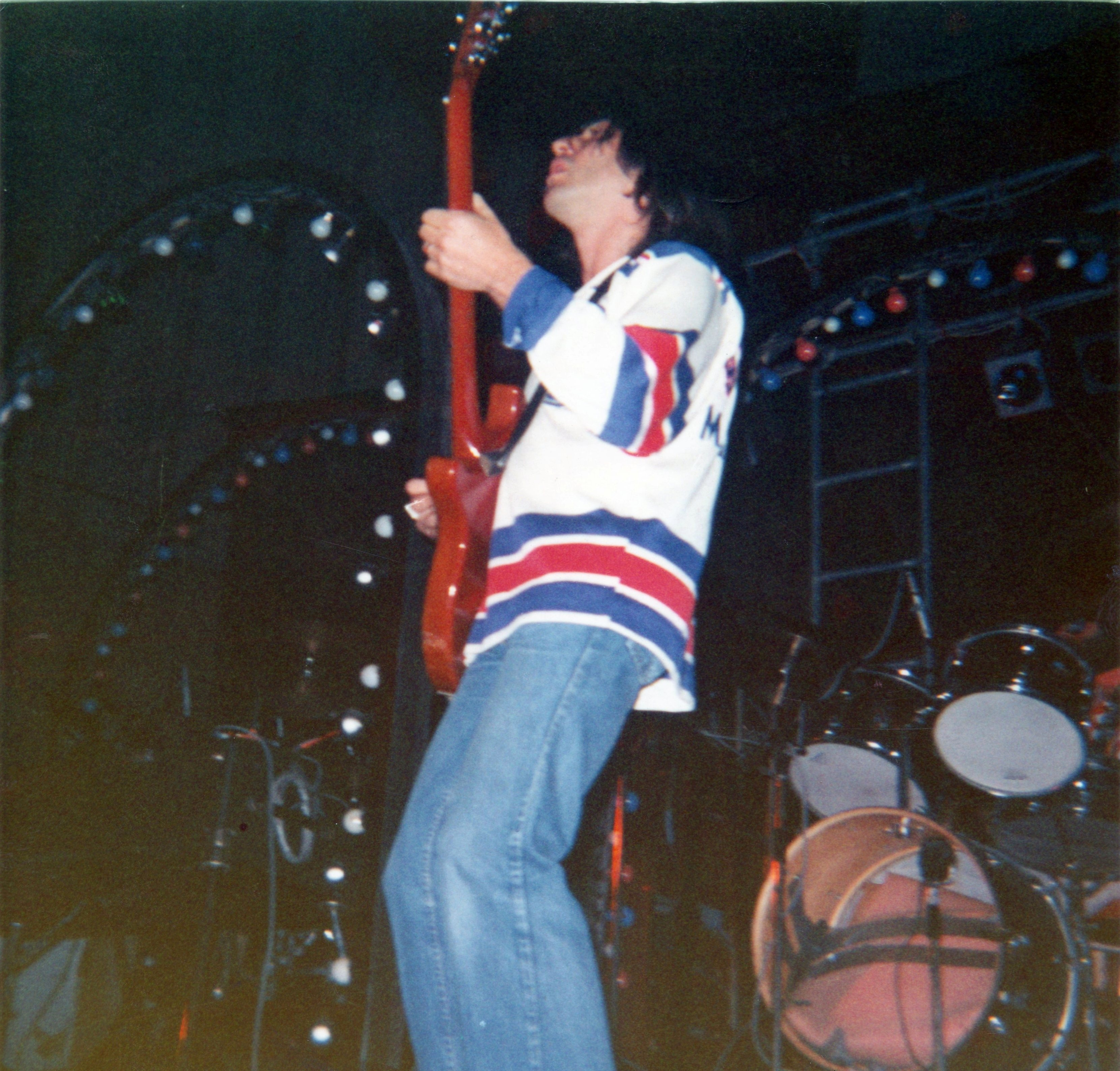
Lol Creme, 1974.

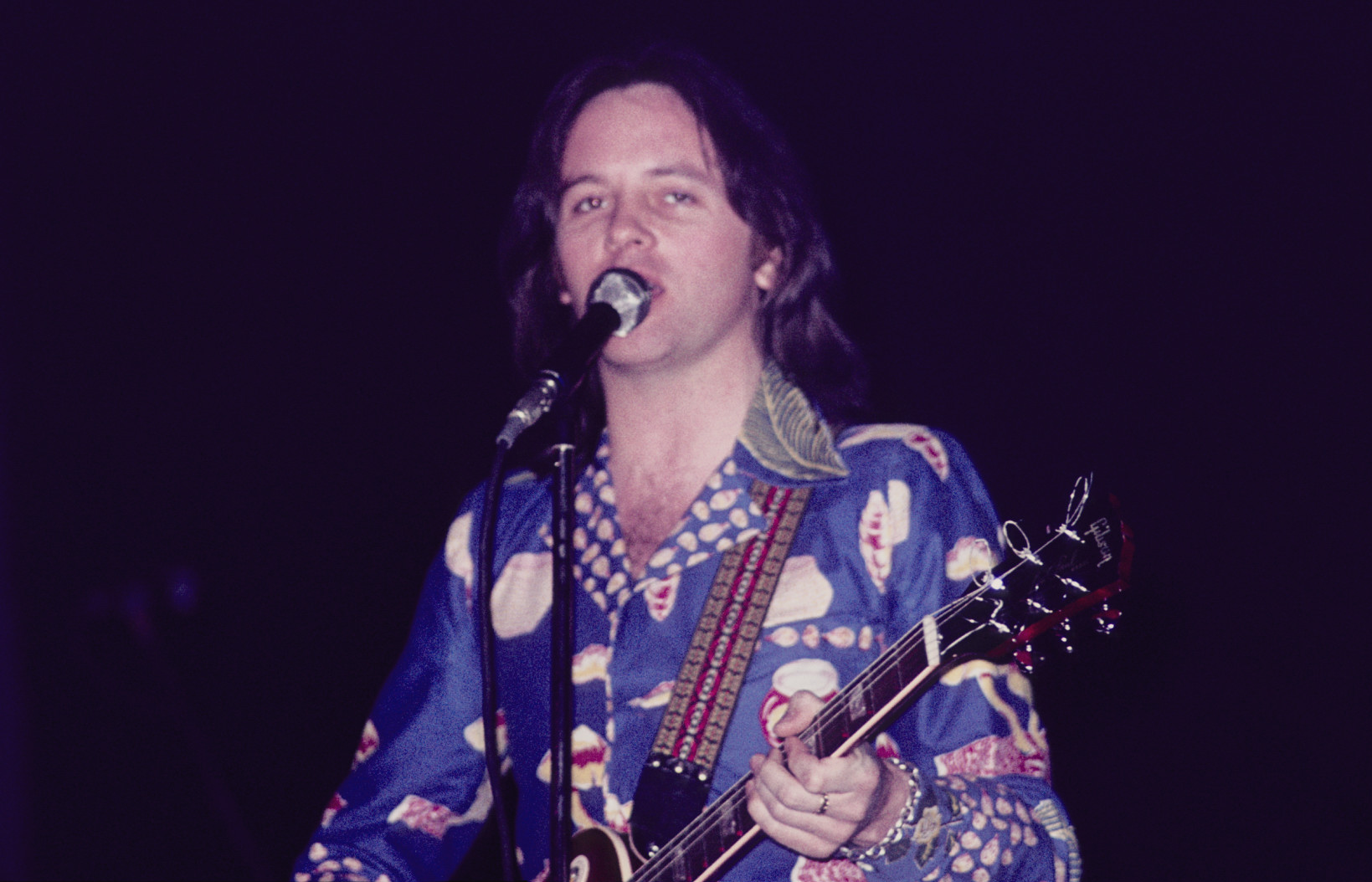
Eric Stewart, 1976.

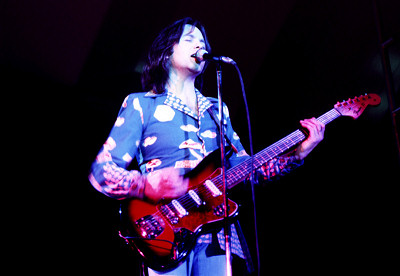
Eric Stewart, 1976.

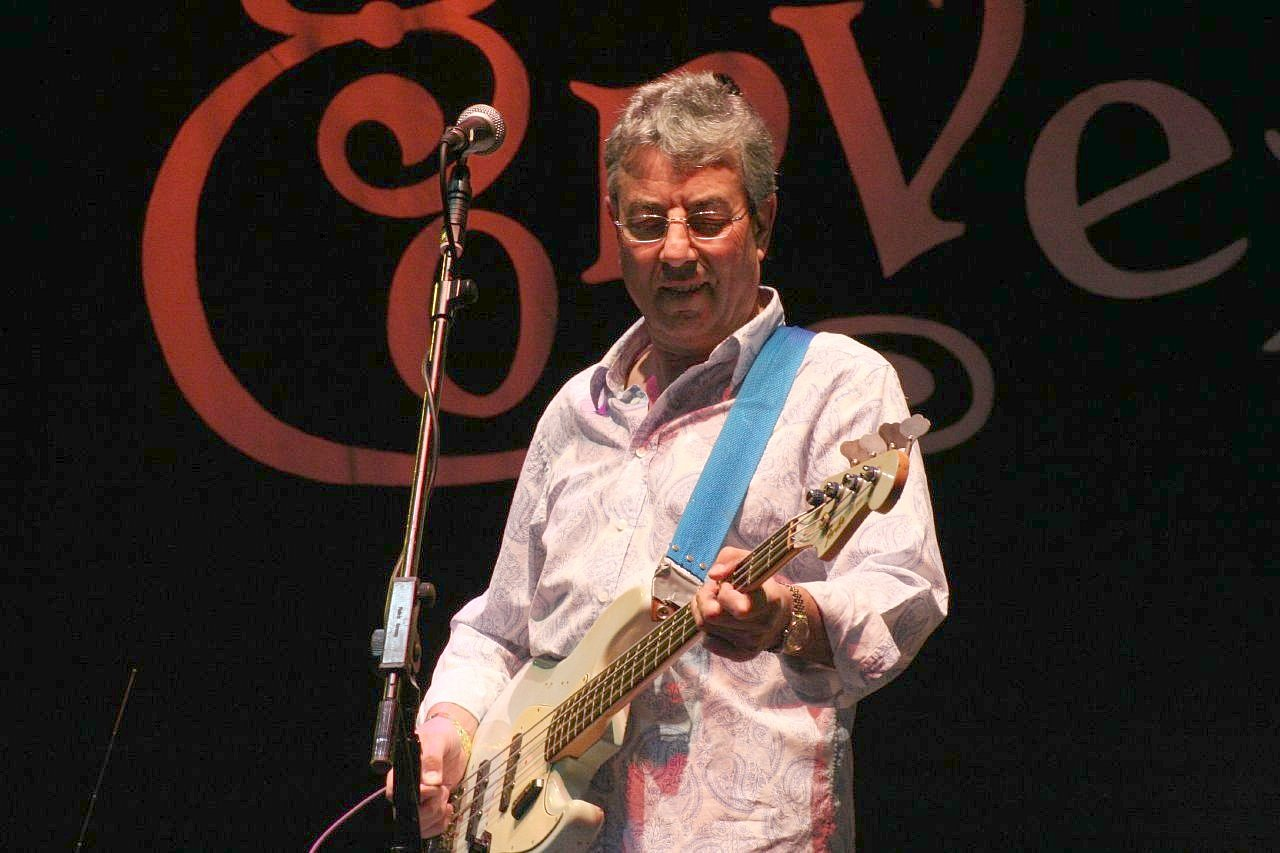
Graham Gouldman, 2006.

10cc är ett brittiskt rockband bildat 1972 i Manchester. Bandet fick en lång rad hitlåtar i mitten av 1970-talet och gav senast ut ett studioalbum under detta namn 1995 (Mirror Mirror). De fyra ursprungsmedlemmarna Graham Gouldman, Eric Stewart, Lol Creme och Kevin Godley var aktiva i musikbranschen redan på 1960-talet och har senare samarbetat i andra konstellationer. Creme och Godley utgjorde åren 1977–1988 den experimentella popduon Godley & Creme.

## Historik

### Förhistorien
Gruppen bestod i sin första uppsättning av sångarna/gitarristerna Graham Gouldman (fast här spelade han bas) och Eric Stewart samt de rutinerade studiomusikerna Kevin Godley (trummor) och Lol Creme (keyboard). Alla utom Stewart var barndomskamrater och medverkade i olika gruppsättningar och musiksamarbeten från 1964 och framåt. Gouldman var några år medlem i gruppen The Mockingbirds, och Stewart fanns i Wayne Fontana and the Mindbenders.
1970 bildade Godley och Creme tillsammans med Stewart gruppen Hotlegs. Man gav ut ett album och fick en oväntad framgång med singeln "Neanderthal Man", som sålde 2 miljoner ex, blev listtvåa i Storbritannien och toppade listorna i Italien och Västtyskland.
Någon sorts fortsättning blev det 1972, då de tre tillsammans med Gouldman fick skivkontrakt under namnet 10cc. Däremellan hade gruppen spelat in två album tillsammans med Neil Sedaka; det ena av dessa var Solitaire som gavs ut 1972.
10cc:s repertoar spände över i stort sett alla musikgenrer, med tonvikt på melodiska låtar (och ofta humoristiska texter). Gruppen fick sitt namn av skivbolagsägaren Jonathan King som kom på det i en dröm.

### Den klassiska sättningen
Gruppen fick sitt genombrott i England 1972 med Doowoop-parodin "Donna" som efterföljdes av listettan "Rubber Bullets" och topp-tio-hiten "The Dean and I". Gruppmedlemmarna hade ett givande samarbete i flera avseenden och med Sheet Music 1974 blev man popjournalisternas gunstlingar. Godley och Creme var ett redan inarbetat låtskrivarpar och stod för de mest djärva idéerna medan Stewart och Gouldman var mer traditionella, vilket gav gruppen en dynamisk jämvikt.
Gruppen fick sitt definitiva genombrott 1975 då man gav ut albumet The Original Soundtrack. Här fanns bland annat låten I'm Not in Love som blev en av gruppens största hits. Trots att låten nådde nummer 2 i USA lyckades man inte etablera sig där, vilket troligen gav upphov till sprickor inom gruppen. Stewarts och Gouldmans låtar var lättare att återskapa på scen medan Godley och Creme inte gjorde någon hemlighet av att de trivdes bäst med att experimentera i studion. Godley och Creme lämnade därför gruppen ett halvår efter How Dare You 1976 för att genom diverse projekt lansera och utveckla sitt egenuppfunna instrument Gizmo (se Godley & Creme). 

### Åt olika håll
Stewart och Gouldman bestämde sig att fortsätta och tog med trummisen Paul Burgess som ordinarie medlem. Burgess hade sedan 1973 turnerat med bandet, då de ofta hade två trummisar på scen. Denna trio gjorde skivan Deceptive Bends, som blev en formidabel succé, med hitlåtar som The Things We Do For Love och Good Morning, Judge. Därefter expanderade man gruppen ytterligare med Stuart Tosh på trummor, Rick Fenn på gitarr samt Tony O'Malley (ersattes senare av Duncan McKay) på keyboard.
Godley och Cremes Gizmo kunde inte matcha den snabba utvecklingen på syntesizermarknaden. Under tiden hade 10cc nya framgångar med albumet Bloody Tourists och hitlåten Dreadlock Holiday, vilket dock blev deras sista stora framgång. Efter Eric Stewarts bilolycka 1979 återhämtade sig 10cc varken kommersiellt eller artistiskt, och efter ytterligare tre mindre framgångsrika album insomnade gruppen hösten 1983. Godley och Creme började göra mer kommersiellt gångbar musik som smälte in i det tidiga 1980-talets elektroniska ljudideal, samtidigt som de blev pionjärer inom musikvideobranschen, något som gav dem stjärnstatus som regissörer. Gouldman skapade tillsammans med amerikanske musikern Andrew Gold (som medverkat på 10cc:s album Ten Out of 10 och tackat nej till att bli 10cc-medlem) den framgångsrika popgruppen Wax, medan Stewart mest arbetade som musikproducent (bland annat för Agnetha Fältskog).

### Tillfällig återförening och senare år
En storsäljande Greatest Hits-samling i slutet av 1980-talet gjorde att skivbolaget Polygram gav gruppen ett återföreningsförslag som var för lockande att tacka nej till. Stewart och Gouldman återförenades, medan Godley och Creme (som nyss avbrutit sitt samarbete) ställde upp som gästartister för att i gengäld få sitt skivkontrakt annullerat. Resultatet av 1992 års album Meanwhile visade dock att 10cc:s musik inte passade in i 1990-talets nischade musikklimat.
Efter den mer nyanserade Mirror Mirror 1995 avbröt Stewart och Gouldman samarbetet, och sedan dess har Gouldman turnerat med nygamla bandmedlemmar under namnet 10cc. Sedan 2003 har Godley och Gouldman påbörjat ett fruktsamt samarbete som påminner om kvalitén under gruppens storhetstid, och man lanserar då och då en ny låt på sin webbplats.

## Medlemmar
- Originalmedlemmar markerade med fetstil.

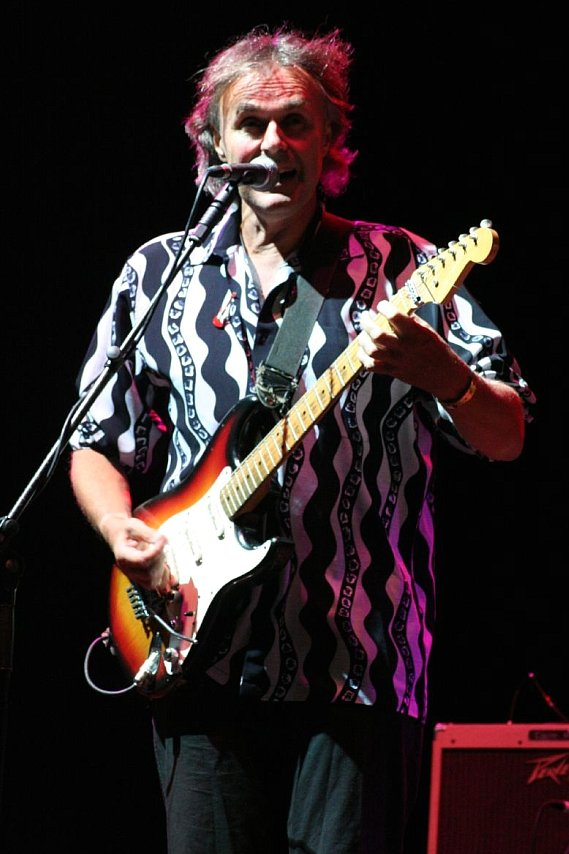
Rick Fenn, 2006.

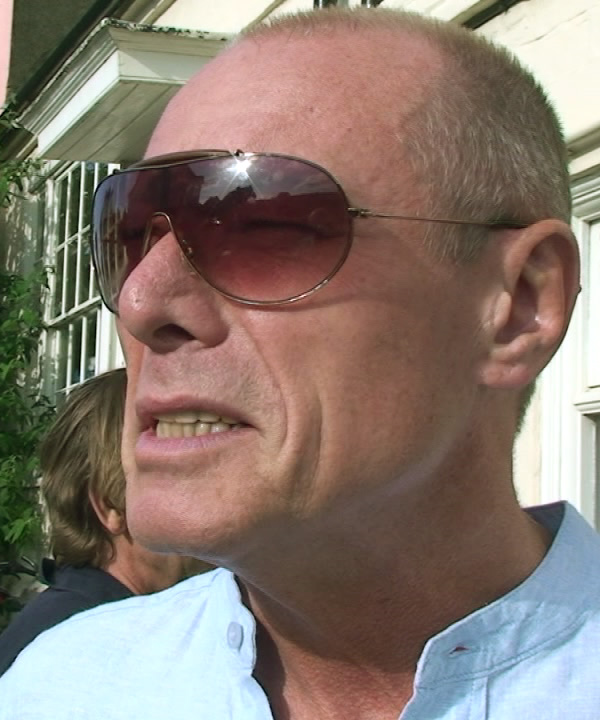
Tony O'Malley, 2008.

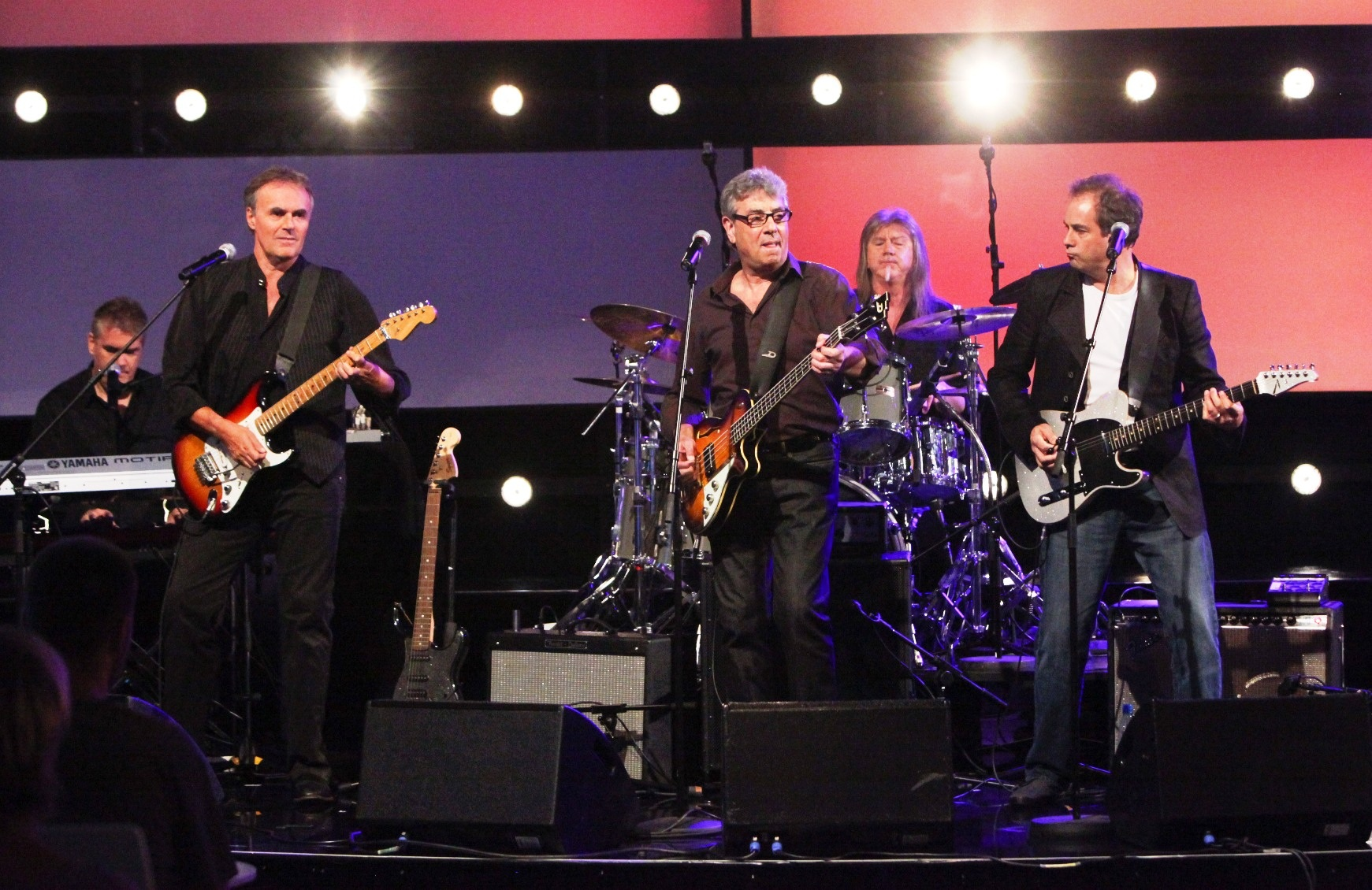
10cc i 2010 års tappning.

- Endast huvudinstrumentet angivet

## Diskografi
Studioalbum
- 10cc (1973)
- Sheet Music (1974)
- The Original Soundtrack (1975)
- How Dare You! (1976)
- Deceptive Bends (1977)
- Bloody Tourists (1978)
- Look Hear? (1980)
- Ten Out of 10 (1981)
- Window In The Jungle (1983)
- ...Meanwhile (1992)
- Mirror Mirror (1995)

Livealbum
- Live and Let Live (1977)
- Alive (1993)
- 10cc In Concert (1995)
- Clever Clogs (2008)

Samlingsalbum
- 100cc greatest hits of 10cc (1975)
- Greatest Hits 1972-1978 (1979)
- The Complete Hit-Album (1985)
- Changing Faces – The Very Best of 10cc and Godley & Creme (1987)
- The Very Best of 10cc (And Godley & Creme) (1991)
- The Very Best of 10cc (1997)
- Strawberry Bubblegum: A Collection of Pre-10CC Strawberry Studio Recordings 1969–1972 (2003)
- The Definitive Collection (2003)
- Greatest Hits ... And More (2006)
- Collected (2008)
- During After - The Best of 10cc and Beyond (2017)